# Golfregler
Golfregler används för att golfspelare ska kunna spela golf på ett rättvist sätt. Under en rond är spelarna utom synhåll för varandra utom för de som spelar i samma grupp. De är ofta också utom synhåll för tävlingsledning och domare. Spelarna i samma grupp kontrollerar istället varandra – man är varandras markör.
Golfreglerna är relativt komplicerade jämfört med andra sporter eftersom man spelar utomhus nära djur och natur. Man kan exempelvis råka ut för tillfälliga översvämningar eller mullvadshål. För att illustrera detta kan nämnas att Decisionsamlingen 2008-2009 är på cirka 650 sidor.
Golfreglerna formuleras av The Royal and Ancient Rules Ltd, R&A och The United States Golf Association, USGA. R&A tolkar golfreglerna för hela världen utom USA och Mexiko, där USGA tolkar golfreglerna. Kanada är självständiga men anslutna till R&A.
I Sverige är högsta instans för tolkning av golfreglerna Svenska Golfförbundets Regelkommitté.
Golfreglerna ska baseras på rättvisa. En grundprincip som står på omslaget till regelboken är:
Spela bollen som den ligger och spela banan som den är, men om ingetdera är möjligt, gör det som är rättvist. Men för att göra det som är rättvist måste du kunna reglerna.

## Historia

### 1700-talet
De första golfreglerna upprättades 1744 av Gentlemen Golfers of Leith, senare kallade Honourable Company of Edinburgh Golfers (HCEG). Det var 13 artiklar som beskrev hur tävlingen om staden Edinburghs silverklubba skulle gå till.
Det mesta av de ursprungliga reglerna lever kvar än i dag:
- Slår man out of bounds droppar man fortfarande på det ursprungliga stället. Reglerna från 1744 handlar dock bara om match, och istället för att spelaren numera får ett pliktslag drar man 1744 ifrån ett slag från motståndarens score.
- Man får fortfarande inte byta boll under spelet av ett hål.
- Vattenhinder definierades redan 1744 och lever kvar än idag.
- Går klubban sönder först i nersvingen räknas det som ett slag, både 1744 och i våra dagar. Numera är detta endast ett beslut i Decisionsamlingen[4], 1744 var detta en huvudregel.

De viktigaste skillnaderna mellan dagens och de första golfreglerna är att 1744 skulle utslaget ske inom en klubblängd från föregående hål, och att slagspel inte var definierat.
Under åren som följde skedde flera förändringar. 1754 års regler i St Andrews var identiska med 1744 års regler i HCEG bortsett från en ändring i regel 5 om droppning bakom vattenhinder: bollen skulle kastas minst 6 yards. Man trodde ända till 1940-talet att 1754 års regler i St Andrews var de allra första golfreglerna.
1773 kom förbudet mot att grunda klubban i hinder. 1775 (Leith) introducerades Mark under arbete och 1783 fastställdes en regel om att bolletning endast fick ta fem minuter. 1786 (Crail) introducerades sidovattenhindret.

### 1800-talet
Fram till mitten av 1800-talet hade varje större golfklubb sina egna regler, men de versionerna de flesta andra anslöt sig till var HCEG och Society of St. Andrews Golfers. De två versionerna var dock nästan exakt lika. HCEG och St. Andrews lånade från varandra under 1800-talet. 1834 blev Society of St. Andrews Golfers ledande för reglerna då klubben det året fick kungligt beskydd och bytte namn till Royal & Ancient (R&A), samtidigt som HCEG hade ekonomiska problem. Detta hindrade inte andra klubbar att hålla fast vid sina egna eller HCEG:s regler. The Open Championship som började spelas 1860 spelades under olika regler varje år beroende på vilken bana som användes det året.
1851 kom en regel som sade att om bollen gick sönder så fick spelaren byta ut den utan att behöva  plikta ett slag.

### 1890-talet
Inför The Open Championship 1896 bestämdes det att R&A skulle ta fram gemensamma regler som skulle gälla för hela världen. Dessa regler var färdiga 1899. R&A blev samtidigt bestämmande för hela världen utom USA och Mexiko.
United States Golf Association (USGA) bildades 1895 och man antog till en början R&A:s regler från 1899. Antalet regler var nu uppe i 35.

### 1900-talet
Under 1900-talets första hälft gled R&A:s och USGA:s regler ifrån varandra. Skillnaderna var dock inte stora. Under den första delen av 1900-talet kom de största förändringarna i reglerna om klubbor och bollar, och i mitten av århundradet skapades regler för att motverka långsamt spel.
Det dröjde tills 1952 innan de båda förbunden enades om att det skulle finnas endast ett regelverk. 1960 blev regelverken olika igen för att igen förenas 1968.

## Böcker
Golfreglerna består av:
- "Regler för golfspel"[7] som ges ut av det lokala golfförbundet, i Sverige Svenska Golfförbundet. Den svenska versionen är en direktöversättning av det engelska originalet[8] som ges ut av R&A.
- "Decisions on the Rules of Golf"[6] som ges ut av R&A
- Generella tävlingsbestämmelser - dessa finns i "Spel- och tävlingshandboken med handicapregler"[9] som ges ut av Svenska Golfförbundet
- Lokala regler och lokala tävlingsbestämmelser - unika för varje golfklubb

## Revisioner
De vanliga golfreglerna "Regler för golfspel" revideras vart fjärde år och översätts till nära 30 språk.. Det är viktigt att översättningen blir så korrekt som möjligt. När man översätter till ett lands språk kontrollerar man översättningen genom att översätta tillbaka till engelska och jämföra med originalet.
Decisionsamlingen revideras vartannat år. Decisionsamlingen innehåller ett stort antal vanliga och ovanliga situationer där man tolkar golfreglerna.
1 januari 2008 började såväl en ny regelbok som decisionsamling att gälla. De viktigaste ändringar är:
- Det blir tillåtet att identifiera sin boll även när den ligger i ett hinder (bunker eller vattenhinder).
- Följaktligen får man två pliktslag om man spelar fel boll från ett hinder.
- Om man träffar sig själv eller sin  caddie eller sin partner eller dennes caddie blir det bara ett pliktslag (tidigare två pliktslag).
- Om man sätter en ny boll i spel från fel plats får man bara två pliktslag (tidigare fyra).
- Om man har med sig en förbjuden klubba men inte spelar med den får man två slags plikt per hål, dock högst fyra (tidigare diskvalifikation).
- Den tidigare benämningen "Godtagbara skäl" har döpts om till "Känt, eller så gott som säkert". Tillämpningen är dock den samma som tidigare.

1 januari 2012 kom återigen en ny regelbok och decisionsamling. De viktigaste ändringarna var:
- En spelare har adresserat bollen när klubban har grundats omedelbart framför eller bakom bollen. Stansen är inte längre med i denna definition.
- Kommer man mindre än 5 minuter för sent till sin starttid får man numera endast två slags plikt. Tidigare blev man diskvalificerad såvida inte en tävlingsbestämmelse införts.
- Vid letande efter bollen är det numera tillåtet att söka i sand utan plikt. Söker man i lösa naturföremål och rubbar bollen bryter man numera mot regel 18-2 (boll i vila rubbad).
- Man får numera kratta i bunkern även innan man slagit på bollen, om avsikten endast är omsorg om banan, och man inte förbättrar läget för sin boll.
- Om bollen rubbas efter adressering utgår ingen plikt om det är känt eller så gott som säkert att det är någon annan än spelaren som rubbat bollen.

1 januari 2016 presenterades en ny regelbok och decisionsamling. Intressant nog står det inte något slutdatum på regelboken som brukligt är, vilket tyder på att regelmakarna planerar att frångå fyraårscykeln vid nästa revision. De viktigaste ändringarna är:
- En spelare som lämnar in ett scorekort med för låg score blir vanligtvis diskvalificerad - regel 6-6. Nu införde man ett undantag: om spelaren lämnar in en för låg score därför att spelaren inte tog med pliktslag spelaren inte visste han eller hon skulle fått, blir spelaren inte diskvalificerad utan får istället två pliktslag plus pliktslagen för regelbrottet.
- När spelaren slår ett slag får han eller hon inte längre förankra klubban mot kroppen. Detta användes vanligtvis vid puttning med lång putter, där en pendelrörelse nu blir förbjudet.
- Om avståndsmätning är tillåten, är det nu tillåtet att använda en avståndsmätare med förbjudna funktioner så länge dessa funktioner inte används.
- Om en spelaren använder förbjuden utrustning blir det två pliktslag vid första regelbrottet och inte diskvalifikation som tidigare.
- Regeln 18-2b (boll i vila rubbad av spelaren efter adressering) tas bort. Boll i vila rubbad av spelaren är nu ett regelbrott endast om det är sannolikt att spelaren fick bollen att rubbas.

## Golfreglernas innehåll
Golfreglerna innehåller regler för matchspel och slagspel samt golfetikett. Förutom etikettsdelen och definitioner finns det 34 huvudregler där några är indelade i underregler.
Nedan följer en översikt av golfreglerna.

### Etikett
Etikettsdelen är numera en del av golfreglerna. Allvarliga brott mot etiketten kan leda till diskvalifikation. Etiketten säger bland annat att spelarna ska visa hänsyn till varandra, spela på ett säkert sätt och hålla uppe speltempot.

### Definitioner
Här definieras ett antal nyckelord och vad de har för exakt innebörd. Kunskap i definitionerna är nödvändigt för att förstå övriga golfregler. Exempelvis definieras när en boll är i spel och var den exakta gränsen går för banans gräns eller hinders gräns.

### Regel 1: Spelet
Bollen får inte påverkas på ett otillåtet sätt exempelvis genom att stampa i marken nära bollen. Spelare får inte komma överens om att åsidosätta reglerna. Om en situation uppstår som inte täcks av reglerna får man lösa situationen på ett rimligt sätt.
Under regel 1 finns det viktiga beslutet 1-4/12 som anger vad som händer om en spelare bryter mot flera regler samtidigt. Om spelaren bryter mot flera regler i samma handling bestraffas spelaren bara för det allvarligare regelbrottet.

### Regel 2: Match
Regel 2 beskriver hur man spelar match. I match får man till skillnad från slagspel (Regel 3) ge upp ett hål och gå vidare till nästa. Man behöver alltså inte håla ut, det vill säga spela bollen tills den är i hål.
Är en spelare oense med sin motståndare kan spelaren protestera (eng. claim), men det måste ske innan man har slagit ut på nästa hål eller, om det handlar om sista hålet, lämnat greenområdet. Om spelaren är ovetande om motståndarens fel kan dock protesten lämnas in senare. Match skiljer sig på denna punkt mot slagspel så till vida att om protesten lämnas in för sent påverkar det inte matchen.

### Regel 3: Slagspel
Regel 3 beskriver slagspel. Golfreglerna skiljer sig åt på många ställen beroende om man spelar match eller slagspel. Det finns därutöver, både i match och slagspel, många olika spelformer som har egna specialregler. Spelformer finns både för singelspel, parspel och lagspel. Alla spelformer följer inte de ordinarie golfreglerna.
I slagspel måste man normalt håla ut, det vill säga spela bollen tills den är i hål, såvida inte man spelar en spelform som tillåter att man inte hålar ut, exempelvis poängbogey eller slaggolf.
Är man osäker på hur man ska fortsätta under spel av ett hål kan man i slagspel spela en alternativ boll. Efter ronden, innan man lämnar in scorekortet, måste man lösa frågan och bestämma vilken av bollarna som ska räknas.

### Regel 4: Klubbor
Endast klubbor godkända av R&A och USGA eller som följer specifikationerna i appendix II får användas. Högst 14 klubbor får användas under en rond. Om en klubba går sönder under normalt golfspel får den dock bytas ut, men om man exempelvis i vredesmod slår sönder klubban mot ett träd eller slänger den i en sjö får den inte bytas ut.

### Regel 5: Bollen
Endast bollar godkända av R&A och USGA eller som följer specifikationerna i appendix III får användas. Om en boll går rejält sönder (mer än normalt slitage) under spel av ett hål får den bytas ut, men man måste ge markören en chans att kontrollera om bollen är så defekt att den får bytas ut.

### Regel 6: Spelaren
Det är spelarens eget ansvar att kunna reglerna. Före ronden måste spelarna kontrollera att rätt handicap står på scorekortet. Spelaren får inte komma för sent till sin starttid. En spelare får bara ha högst en caddie samtidigt, man kan dock byta caddie under ronden. Om man skriver i ett för lågt resultat på ett hål och lämnar in scorekortet blir man diskvalificerad. Skriver man i ett för högt resultat på ett hål gäller detta resultat. Spelarna måste hålla speltempot. Det är tillåtet av avbryta spelet vid fara för blixtnedslag.

### Regel 7: Övning
I slagspel får man inte öva på banan samma dag man ska spela på den. Under ronden får man inte slå övningsslag annat än puttar och chippar.

### Regel 8: Råd. Visa spellinjen
En spelare får inte ge eller ta emot råd. När ett slag slås får inte något som visar spelriktningen vara utplacerat av spelaren själv eller med hans/hennes medverkan. Man får inte beröra greenytan när man visar puttlinjen.

### Regel 9: Upplysningar om antalet slag
I match måste man informera sin motståndare så snart som möjligt om man har fått pliktslag såvida det inte är uppenbart för motståndaren.

### Regel 10: Spelordning
Den spelare som vann föregående hål ska spela först på nästa hål. Om man i match spelar i fel ordning har motståndaren möjlighet att återkalla slaget. Efter utslagen spelar den spelare som är längst från hålet.

### Regel 11: Tee (utslagsplats)
När man slår ut från tee (utslagsplatsen) får man antingen placera bollen på en peg eller skapa en ojämnhet, exempelvis sparka upp en torva. Teemarkeringarna får inte flyttas innan man slagit ut. Om bollen trillar av peggen innan man slagit ett slag får den återplaceras på peggen utan plikt eftersom den inte är i spel. Slår en spelare ut från en plats utanför tee har motståndaren i match möjlighet att återkalla slaget utan plikt. I slagspel måste däremot bollen slås om med två slags plikt.

### Regel 12: Leta efter och identifiera bollen
När man letar efter bollen får man böja långt gräs och grenar och dylikt, men inte förbättra bollens läge. Letar man i sand får man rubba bollen utan plikt. Men om man letar i lösa naturföremål får bollen inte rubbas.
När man hittat bollen får man med markörens godkännande lyfta bollen för identifiering om man är osäker att det är ens boll. Bollen får dock inte rengöras mer än vad som är nödvändigt vid identifieringen.

### Regel 13: Bollen spelas som den ligger
Bollen ska spelas som den ligger såvida inte någon annan regel säger något annat. Man får inte förbättra området kring bollen, svingen eller sin spellinje. Man får inte förbättra sin stans. Ligger bollen i ett hinder får man inte prova hindrets egenskaper, vidröra hindret med klubban eller handen eller beröra ett löst naturföremål. Man får dock använda klubban som stöd om man riskerar att falla. Man får också lägga klubbor i hindret.

### Regel 14: Slag
Bollen ska slås och inte fösas. Man får inte ta hjälp av andra när man ska utföra ett slag, exempelvis får inte en caddie hålla ett paraply över spelaren när ett slag utförs. Endast utrustning godkänd av R&A och USGA får användas för att utföra ett slag. Om man träffar bollen två eller fler gånger i ett slag räknas slaget och spelaren får dessutom ett pliktslag. Man får inte slå på bollen när den rör sig (undantag finns).

### Regel 15: Nyinsatt boll. Fel boll.
Man får inte byta boll under spelet av ett hål såvida man inte följer en regel. Byter man ut bollen när det inte är tillåtet får man två pliktslag. Man får inte slå på en annan boll än sin egen.

### Regel 16: Green
Puttlinjen får normalt inte beröras. Är bollen på green får man markera, ta upp den och rengöra den. Man får laga nedslagsmärken och gamla hålskador på green. Man får inte grensla sin egen puttlinje när man puttar, s.k. krocketslag. Om bollen stannar på hålkanten får man vänta 10 sekunder innan man går fram för att se om den trillar i hålet. Därefter anses den vara i vila.

### Regel 17: Flaggan
Man kan ta ur flaggan ur hålet innan man slår ett slag. Alternativt kan man låta en medspelare hålla den när slaget slås för att sedan ta ur den när bollen närmar sig. Detta kallas att passa flaggan. En boll får inte träffa flaggan när den passas eller är uttagen.

### Regel 18: Boll i vila rubbad
Om en boll i vila rubbas av: 
- en utomstående, exempelvis en hund eller en åskådare, ska den återplaceras utan plikt.

- spelaren själv får han/hon ett pliktslag och bollen ska återplaceras. Om bollen inte återplaceras utan spelas från den nya platsen, får spelaren istället två pliktslag.

- en motståndare i match när man letar efter bollen, ska bollen återplaceras utan plikt. Händer det däremot efter att man hittat bollen pliktar motståndare ett slag.

- en medspelare i slagspel ska bollen återplaceras utan plikt.

### Regel 19: Boll i rörelse påverkad eller stoppad
Om en boll i rörelse påverkas eller stoppas av:
- en utomstående ska bollen spelas från den nya platsen utan plikt (undantag finns).

- spelaren själv eller hans/hennes utrustning, pliktar spelaren ett slag och ska spela bollen från den nya platsen.

- motståndaren i match händer ingenting och bollen kan spelas från den nya platsen. Spelaren har också möjligheten att annullera slaget och spela om det.

- en medspelare i slagspel händer ingenting och bollen ska spelas från den nya platsen (undantag finns).

- en annan boll som är i vila ska bollen spelas från den nya platsen. Om bollen i rörelse spelades från green får spelaren två slags plikt. I match händer ingenting.

- en annan boll i rörelse händer ingenting och bollen ska spelas från den nya platsen.

### Regel 20: Lyfta, droppa och placera boll. Spel från fel plats.
Regeln 20 är en procedurregel som används av de flesta andra reglerna när det gäller att placera eller droppa en boll.
En boll får bara lyftas av spelaren eller någon spelaren givit tillåtelse. Om bollen ska återplaceras måste den markeras, annars får man ett pliktslag.
En boll som ska droppas måste droppas av spelaren själv. Man ska hålla bollen i axelhöjd med rak arm och släppa den utan skruv. Bollen får inte träffa någon spelare eller utrustning. Gör man fel på någon av dessa punkter måste man droppa om så många gånger tills det blir rätt.
Om bollen rullar ner i ett hinder, rullar ut ur ett hinder, rullar utanför banan, rullar tillbaka till det man tar lättnad för (Regel 24 eller 25), rullar mer än två klubblängder från där den träffar banan,  eller rullar närmare hål, ska den droppas om. Om bollen vid omdroppning återigen rullar ner i ett hinder etc, ska den placeras på den plats där den träffade banan vid andra omdroppningen.
En boll som ska placeras av spelaren själv eller hans/hennes partner. Om platsen där bollen ska placeras utanför hinder har blivit ändrat ska man placera den på ett liknande läge. I ett vattenhinder ska den placeras på ett liknande läge i vattenhindret. I en bunker ska man återskapa det ursprungliga läget.
Om det är omöjligt att bestämma punkten där bollen ska återplaceras ska den droppas (utanför green) eller placeras (på green).
Så fort bollen är placerad eller droppad är den i spel.
Om man ska spela om bollen från tee får den spelas från vilken plats på tee som helst.
Om en boll placerats eller droppats på fel plats och man inte slagit ett slag på bollen, får man rätta sitt misstag genom att placera eller droppa på rätt plats.
Har man placerat eller droppat på fel plats och slagit ett slag på bollen har man spelat från fel plats. Spelaren får då två slags plikt. Om det kan vara ett allvarligt fel ska man spela en andra boll och efter ronden meddela tävlingsledningen som får avgöra vilken boll som ska gälla.

### Regel 21: Rengöring av bollen
En boll får rengöras när den lyfts utom när den lyfts för hjälpande/störande, identifiering eller för att avgöra om bollen gått sönder.

### Regel 22: Hjälpande eller störande boll
Om en spelare anser att en boll hjälper en annan spelare får spelaren begära att bollen markeras och lyfts. 
Om en spelares anser att en boll är i vägen för honom/henne själv, får han/hon begära att bollen lyfts.
Både för hjälpande och hindrande bollar ovan får bollarna lyftas var som helst på banan. Om bollen inte låg på green får den inte rengöras.

### Regel 23: Lösa naturföremål
Lösa naturföremål får flyttas såvida inte bollen ligger i samma hinder som det lösa naturföremålet. Bollen får dock inte rubbas när man flyttar det lösa naturföremålet, såvida inte bollen ligger på green.

### Regel 24: Hindrande föremål
Flyttbara hindrande föremål får alltid tas bort, även i hinder. Om bollen rubbas ska den återplaceras utan plikt. Om bollen ligger i eller på den flyttbara hindrande föremålet bör bollen markeras. Det flyttbara hindrande föremålet tas sedan bort och bollen droppas så nära som möjligt den ursprungliga platsen.
Man får ta lättnad för ett oflyttbart hindrande föremål om stansen, svingen eller bollen störs av det oflyttbara hindrande föremålet, och bollen inte ligger i ett vattenhinder. Har man sådan inverkan får man droppa sig fri inom en klubblängd från närmaste punkt för lättnad.

### Regel 25: Onormala markförhållanden, pluggad boll och fel green
Onormala markförhållanden är bland annat mark under arbete (MUA), tillfälligt vatten och hål efter bogrävande djur. Om bollen, stansen eller svingen störs av ett onormalt markförhållande får man ta lättnad genom att droppa inom en klubblängd från närmaste punkt för lättnad. Ligger bollen på green får man ta lättnad också om ett onormalt markförhållande ligger på puttlinjen. Man placerar då bollen på närmaste punkt för lättnad.
Om bollen försvinner i ett onormalt markförhållande och inte hittas, får man ta lättnad utan plikt genom att använda punkten där den gick in i det onormala markförhållandet som referenspunkt. Sedan mäter man ut närmaste punkt för lättnad därifrån.
Om bollen borrar ner sig i marken (pluggar sig) på fairway eller område mer kortklippt än fairway, får man droppa sig fri utan plikt. 
Ligger bollen på fel green, det vill säga på green på ett annat hål än det man spelar, måste man droppa sig fri. Man droppar då inom en klubblängd från närmaste punkt för lättnad. Det är bara bollen som bestämmer om man störs av fel green, inte stansen eller svingen. Man kan mycket väl stå med stansen på den felaktiga greenen när man har tagit lättnad.

### Regel 26: Vattenhinder (inklusive sidovattenhinder)
Hamnar bollen i ett vattenhinder får man droppa sig ut med ett slags plikt, antingen på föregående plats eller på flagglinjen. Det finns två sorters vattenhinder: vanliga vattenhinder som markeras med gula pinnar/markeringar, och sidovattenhinder som markeras med röda pinnar/markeringar. Har man hamnat i ett sidovattenhinder kan man även droppa inom två klubblängder från skärningspunkten, eller två klubblängder från skärningspunkten på andra sidan sidovattenhindret, lika långt från hål.
Väljer man inte att droppa sig ut utan spelar på bollen i hindret och den stannar kvar i hindret eller ett annat hinder, kan man antingen:
- droppa på föregående plats i hindret med ett slags plikt, eller
- droppa utanför hindret i flagglinjen med ett slags plikt, eller
- om det är ett sidovattenhinder, droppa med ett slags plikt inom två klubblängder från senaste skärningspunkten, eller inom två klubblängder på andra sidan hindret.

Väljer man att inte droppa sig ut utan spelar på bollen i hindret och den går utanför banan, kan man antingen:
- droppa på föregående plats i hindret med ett slags plikt, eller
- droppa utanför hindret i flagglinjen med två slags plikt (en plikt för att ha spelat utanför banan samt en plikt för vattenhindret), eller
- om det är ett sidovattenhinder, droppa med två slags plikt inom två klubblängder från senaste skärningspunkten, eller inom två klubblängder på andra sidan hindret, eller
- droppa på föregående plats utanför hindret med två slags plikt

### Regel 27: Boll förlorad eller out of bounds. Provisorisk boll.
Spelaren får när som helst under spelet av ett hål droppa på ursprungliga platsen med ett slags plikt. Detta kallas slag och distans.
Om spelaren inte hittar bollen inom fem minuter eller den är utanför banan måste slag och distans användas med ett slags plikt.
Om spelaren misstänker att bollen vid föregående slag gick utanför banan eller kan vara svår att hitta har spelaren möjlighet att slå en provisorisk boll för att spara tid. Provisorisk boll får inte slås om spelaren misstänker att bollen hamnat i ett vattenhinder.
Om spelaren slår ett slag på den provisoriska bollen närmare hål än där den ursprungliga bollen försvann, blir den provisoriska bollen spelarens boll i spel. Om den ursprungliga bollen inte hittas eller den är utanför banan, blir den provisoriska bollen spelarens boll i spel. Om spelaren hittar den ursprungliga bollen ska spelaren fortsätta spela på den och överge den provisoriska bollen.

### Regel 28: Ospelbar boll
Ligger bollen så illa att man inte kan slå på den får man droppa sig fri med ett slags plikt. Man har tre droppningsalternativ:
- Droppa på föregående plats, eller
- Droppa på flagglinjen, eller
- Droppa inom två klubblängder från bollens plats, dock ej närmare hål

### Regel 29: Threesome och foursome
Det finns spelformer där man är två eller fler i ett lag. Spelformerna finns beskrivna i definitionerna. I threesome och foursome är man två i ett lag, spelar med en boll som man slår vartannat slag på. Man kan spela threesome och foursome antingen i match eller slagspelsregler.

### Regel 30: Treboll, bästboll och fyrboll matchspel
Bästboll är ett matchspel där en spelare spelar mot den bästa av två eller tre spelares bollar. I fyrboll är man två man i ett lag som spelar mot ett annat lag med två spelare. Man spelar med var sin boll. Det bästa resultatet i laget räknas.

### Regel 31: Fyrboll slagspel
Denna regel beskriver skillnader i reglerna när man spelar fyrboll slagspel.

### Regel 32: Bogey- och poängbogeytävlingar
Bogey och poängbogey spelas enligt slagspelsregler. Man behöver inte håla ut på varje hål.

### Regel 33: Tävlingsledningen
Tävlingsledningen ska skriva tävlingsbestämmelser. Tävlingsledning kan inte bryta mot en golfregel.
Eftersom reglerna på många punkter skiljer sig åt mellan slagspel och match kan man inte spela slagspel och match samtidigt.
Det är tävlingsledningens ansvar att tydligt markera ut banan, tillhandahålla ett övningsområde, skapa en startlista och tillhandahålla scorekort.
Tävlingsledning kan diskvalificera eller dra tillbaka en diskvalifikation. Om en spelare grovt brutit mot etiketten kan tävlingsledningen utdela en diskvalifikation. 
Tävlingsledningen ska också skapa lokala regler. En lokal regel får inte bryta mot de ordinarie golfreglerna.

### Regel 34: Tvister och beslut
I match måste en protest lämnas så snart som möjligt, men senast innan de slagit ut på nästa hål, såvida inte motståndaren inte lämnade korrekt information. Efter att resultatet av match anslagits kan inte en protest lämnas såvida inte motståndaren medvetet lämnat felaktig information.
I slagspel kan inte resultatet av tävlingen ändras efter att det anslagits såvida inte en spelare medvetet brutit mot en regel, medvetet lämnat fel handicap, medvetet lämnat en score lägre än den faktiska eller varit medveten att han/hon brutit mot en regel som ger diskvalifikation.
En tävlingslednings och eventuell domares beslut är slutgiltiga och kan inte överklagas.

### Bilaga 1: Lokala regler
Denna bilaga ger förslag till formuleringar för lokala regler och förslag på tävlingsbestämmelser.

### Bilaga 2: Utformning av klubbor
Här finns en beskrivning på hur en klubba måste vara utformad. 

### Bilaga 3: Bollen
Denna bilaga definierar en bolls högsta tyngd och minsta diameter.

### Bilaga 4: Utrustning
Denna bilaga definierar reglerna kring övrig utrustning: peggar, handskar, skor, kläder och avståndsmätare.

### Bilaga 5: Nedslagsmärken
När bollen landar på green, uppstår ofta ett märke. Det märket måste lagas för att greenen ska behålla en jämn spelyta. Om märket inte lagas, eller lagas på ett felaktigt sätt, blir ytan förstörd och det kan ta lång tid innan den blir återställd. I värsta fall kan skadan leda till följdproblem som t.ex. svampangrepp, som kan kräva extra arbete att åtgärda.
Märket som uppstår när bollen slår ner kan se olika ut. En bra green har en relativt fast yta som står emot kraften från bollen på ett bra sätt. I de fallen uppstår bara en fördjupning på ytan och den är enkel att återställa. En green som är mjukare ger ofta större märken, med öppna sår, som är svårare att återställa. 

### Bilaga 6: Greenlagare
En greenlagare används för att laga nedslagsmärken på greenen. Det är viktigt att laga de märken bollen gör efter den landat på greenen så att ytan förblir jämn och bollens rull inte påverkas.
Det finns olika typer av greenlagare. Den vanligaste typen är gaffelmodellen. Den finns i många olika utföranden, men principen är densamma. Två utstickande armar används för att lyfta in kanterna på det skadade området. Lagning med gaffelmodellen kallas även USGA metoden.
Det går även laga märket med en vanlig peg. Det kräver dock övning och att man vet vad man gör, annars kan det förvärra skadan om man gör fel.
Det finns även greenlagare som monteras på putterns greppände. Den är utformad med 4 vågformade armar, som griper tag i turfen och kan lyfta upp och återställa ytan. Metoden kallas för Green-Go metoden och lämpar sig bäst till nedslagsmärken där ytan inte slagits upp helt, som en krater eller ett glidmärke.
| Metod            | Verktyg                                      | Hur man gör |  |
| ---------------- | -------------------------------------------- | --- |  |
| USGA metoden     | Lagare med två armar, s.k. gafflar.          | Stick ner lagaren och knuffa/skjut in gräset från ytterkanterna av hålet. Tryck till märket med puttern så ytan blir jämn.                                                   |  |
| Peg metoden      | En vanlig peg.                               | Tryck ner peggen från märkets ytterkanter och lyft in mot mitten, tills märket återställts. Jämna av ytan med puttern.                                                       |  |
| Green-Go metoden | Greenlagare som fästs på putterns greppände. | För ner lagaren vid sidan av märket, vrid puttern/verktyget 15-20 grader och lyft uppåt. Upprepa rörelsen tills märket är lagat. Jämna till ytan med foten eller din putter. |  |